# Glavica (Glamoč, BiH)
Glavica je naseljeno mjesto u općini Glamoč, Federacija Bosne i Hercegovine, BiH.

## Stanovništvo

### 1991.
Nacionalni sastav stanovništva 1991. godine, bio je sljedeći:
ukupno: 339
- Srbi - 336 (99,11%)
- ostali, neopredijeljeni i nepoznato - 3 (0,88%)

### 2013.
Nacionalni sastav stanovništva 2013. godine, bio je sljedeći:
ukupno: 57
- Srbi - 46 (80,70%)
- Hrvati - 8 (14,04%)
- Bošnjaci - 3 (5,26%)